# Eerste Kamerverkiezingen 1919
De Eerste Kamerverkiezingen 1919 waren reguliere Nederlandse verkiezingen voor de Eerste Kamer der Staten-Generaal. Zij vonden plaats op 8 juli 1919.
De verkiezingen werden gehouden voor een derde deel van de zittende leden van de Eerste Kamer van wie de zittingstermijn na negen jaar afliep. Bij deze verkiezingen kozen de leden van Provinciale Staten - die tussen 31 maart en 10 april 1919 bij de Statenverkiezingen gekozen waren - in tien kiesgroepen naar provincie zeventien nieuwe leden.
De uitslag van de verkiezingen was als volgt:
| Partij                                | Zetels | Zetels | Zetels | Zetels | Zetels | Zetelverdeling naar provincie | Zetelverdeling naar provincie | Zetelverdeling naar provincie | Zetelverdeling naar provincie | Zetelverdeling naar provincie | Zetelverdeling naar provincie | Zetelverdeling naar provincie | Zetelverdeling naar provincie | Zetelverdeling naar provincie | Zetelverdeling naar provincie | Zetelverdeling naar provincie |
| Partij                                | 1917   | Af     | Bij    | 1919   | +/−    | Gr                            | F                             | D                             | O                             | Ge                            | U                             | NH                            | ZH                            | Z                             | NB                            | L                             |
| ------------------------------------- | ------ | ------ | ------ | ------ | ------ | ----------------------------- | ----------------------------- | ----------------------------- | ----------------------------- | ----------------------------- | ----------------------------- | ----------------------------- | ----------------------------- | ----------------------------- | ----------------------------- | ----------------------------- |
| Algemeene Bond                        | 17     | 5      | 5      | 17     | 0      |                               |                               |                               |                               | 2                             | 1                             |                               | 5                             |                               | 6                             | 3                             |
| Liberale Unie                         | 14/13  | 2      | 2      | 13     | 0      | 2                             | 2                             | 1                             |                               |                               |                               | 7                             |                               | 1                             |                               |                               |
| Anti-Revolutionaire Partij            | 9      | 5      | 5      | 9      | 0      |                               |                               |                               | 1                             | 2                             | 1                             |                               | 4                             | 1                             |                               |                               |
| Christelijk-Historische Unie          | 4      | 1      | 1      | 4      | 0      |                               |                               |                               | 1                             | 2                             |                               |                               | 1                             |                               |                               |                               |
| Sociaal-Democratische Arbeiderspartij | 2/3    | 2      | 3      | 4      | +1     | 1                             | 2                             |                               |                               |                               |                               | 1                             |                               |                               |                               |                               |
| Vrijzinnig-Democratische Bond         | 3      | 2      | 1      | 2      | −1     |                               |                               | 1                             |                               |                               |                               | 1                             |                               |                               |                               |                               |
| Bond van Vrije Liberalen              | 1      | 0      | 0      | 1      | 0      |                               |                               |                               | 1                             |                               |                               |                               |                               |                               |                               |                               |
| Totaal                                | 50     | 17     | 17     | 50     | 0      | 3                             | 4                             | 2                             | 3                             | 6                             | 2                             | 9                             | 10                            | 2                             | 6                             | 3                             |

## Gekozenen
Bij deze verkiezingen waren zeventien leden aftredend, van wie vijftien herkozen werden. De stemmingen voor de overige vacatures hadden de volgende resultaten:
- Door Provinciale Staten van Groningen werd Maup Mendels (Sociaal-Democratische Arbeiderspartij) gekozen die de aftredende afgevaardigde Jan Westerdijk (Vrijzinnig-Democratische Bond) versloeg met 21 tegen 5 stemmen.
- Door Provinciale Staten van Drenthe werd Harm Smeenge gekozen die de aftredende afgevaardigde Hendrik van Holthe tot Echten (Liberale Unie) versloeg met 23 tegen 12 stemmen.

De zittingsperiode van de Eerste Kamer ging in op 17 september 1919. De zittingstermijn van de gekozen Kamerleden bedroeg negen jaar.
*1850 · 1853 · 1856 · 1859 · 1862 · 1865 · 1868 · 1871 · 1874 · 1877 · 1880 · 1883 · *1884 · 1887 (I) · *1887 (II) · *1888 · 1890 · 1893 · 1896 · 1899 · 1902 · *1904 · 1907 · 1910 · 1913 · 1916 · *1917 · 1919 · *1922 · *1923 · 1926 · 1929 · 1932 · 1935 · *1937 · *1946 · *1948 · 1951 · *1952 · 1955 · *1956 (I) · *1956 (II) · 1960 · *1963 · 1966 · 1969 · *1971 · 1974 · 1977 · 1980 · *1981 · *1983 · *1986 · 1987 · 1991 · 1995 · 1999 · 2003 · 2007 · 2011 · 2015 · 2019 · 2023

* algemene verkiezingen in verband met vervroegde ontbinding van de Eerste Kamer

vanaf 1987 bedraagt de vaste zittingstermijn van de Eerste Kamer vier jaar